# Aimo Lahti
Aimo Johannes Lahti (ur. 28 kwietnia 1896 w Viiala, zm. 19 kwietnia 1970 w Jyväskylä) – fiński konstruktor broni strzeleckiej.

## Życiorys
Był konstruktorem samoukiem. Po ukończeniu sześciu klas szkoły powszechnej porzucił szkołę i zaczął pracować w fabryce zbrojeniowej. W latach 1918–1919 służył w armii fińskiej, po przejściu do rezerwy pracował krótko w zakładach naprawczych taboru kolejowego, ale wkrótce powrócił do pracy w fabryce broni. W 1922 opracował swój pierwszy projekt broni. Zainspirowany niemieckim pistoletem maszynowym MP-18 opracował nową konstrukcję Suomi M-22, z czasem udoskonalany do wersji M-31. W latach 20. powstały kolejne projekty Lahtiego – lekki karabin maszynowy M/26 i karabin M-27 (na podstawie rosyjskiego Mosina wz.1891).
W 1932 Lahti podpisał umowę z fińskim ministerstwem obrony, określającą podział zysków ze sprzedaży konstrukcji Lahtiego do innych krajów. Oferta amerykańskiej fabryki broni przedstawiona w tym samym roku spowodowała zmianę poprzedniej umowy, a broń Lahtiego miała być produkowana na licencji w USA.
W latach 30. powstały kolejne konstrukcje Lahtiego, wśród nich karabin przeciwpancerny, przeciwlotniczy karabin maszynowy VKT i nowa wersja pistoletu maszynowego (ten ostatni eksportowany m.in. do Polski).
W 1944 Aimo Lahti został oskarżony przez tzw. Sojuszniczą Komisję Kontroli (Allied Control Council) o nielegalne przywłaszczenie 30 sztuk broni, którą sam zaprojektował. Komisja tylko formalnie miała charakter międzysojuszniczy, o jej aktywności decydowali oficerowie sowieccy, których rzeczywistym celem było osłabienie Finlandii, uzależnienie od ZSRR oraz ograniczanie rozwoju przemysłu zbrojeniowego. Lahti został pozbawiony możliwości projektowania broni i w pełni sił twórczych musiał przejść w stan spoczynku, do śmierci otrzymywał emeryturę generała – majora.
W życiu prywatnym był żonaty (w 1919 poślubił Idę), miał syna Olava, który zginął w 1944 walcząc jako pilot armii fińskiej.